# Пиццоферрато
Пиццоферрато (итал. Pizzoferrato) — коммуна в Италии, расположена в регионе Абруццо, подчиняется административному центру Кьети.
Население составляет 1189 человек, плотность населения составляет 40 чел./км². Занимает площадь 30 км². Почтовый индекс — 66040. Телефонный код — 0872. Здесь Родился итало-американский известный рестлер Бруно Саммартино.